# 阿尔代勒
阿尔代勒（法語：Ardelles，法語發音：[aʁdɛl]）是法国厄尔-卢瓦省的一个市镇，属于德勒区。

## 地理
阿尔代勒（48°32'44"N, 1°10'21"E）面积10.4 平方千米，位于法国中央-卢瓦尔河谷大区厄尔-卢瓦省，该省份为法国北部内陆省份，北起顺时针与厄尔省、伊夫林省、埃松省、卢瓦雷省、卢瓦-谢尔省、萨尔特省和奧恩省接壤。
与阿尔代勒接壤的市镇（或旧市镇、城区）包括：圣迈姆-欧特里沃、蒂梅尔-加泰勒、迪尼。

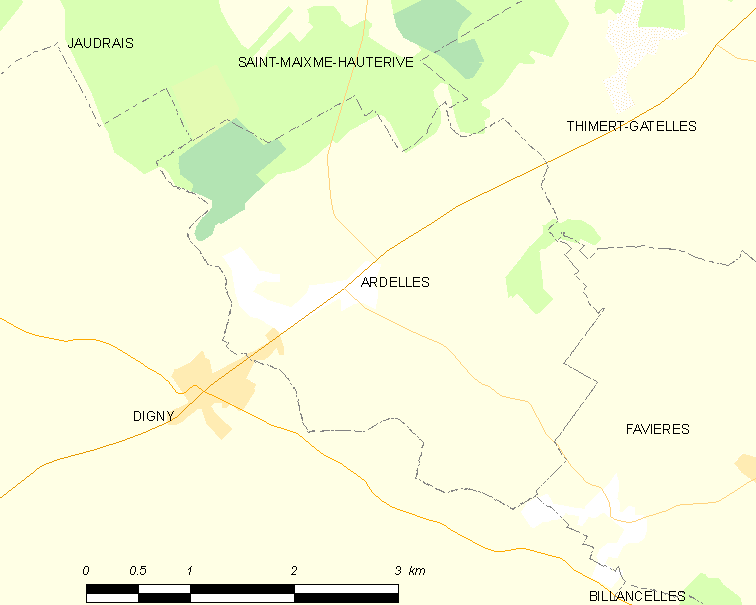
阿尔代勒的OSM定位图

阿尔代勒的时区为UTC+01:00、UTC+02:00（夏令时）。

## 行政
阿尔代勒的邮政编码为28170，INSEE市镇编码为28008。

## 政治
阿尔代勒所属的省级选区为圣吕班德容什雷县。

## 人口

1962-2008年间阿尔代勒人口变化图示

阿尔代勒于2022年1月1日时的人口数量为210人。